# Marc-Amable Girard
Marc-Amable Girard ( * 25 de abril de 1822 - 12 de septiembre de 1892) fue un franco-manitobano,  Primer ministro de Manitoba, el segundo de la historia de la provincia.